# Sturgeon Lake, Minnesota
Sturgeon Lake är en ort i Pine County i Minnesota. Enligt 2010 års folkräkning hade Sturgeon Lake 439 invånare.